# بينغو (مغنية)
بينغو (بالتركية: Bengü Erden)‏ مواليد 23 أبريل 1979، هي ومغنية تركية بدأت مسيرتها الفنية عام 1998.

## الألبومات
| الألبوم                                | السنة  |
| -------------------------------------- | ------ |
| Hoş Geldin (مرحبا)                     | (2000) |
| Bağlasan Durmam (لن أبقى حتى لو ربطني) | (2005) |
| Taktik (تكتيك)                         | (2007) |
| Gezegen (كوكب)                         | (2008) |
| İki Melek (اثنين من الملائكة)          | (2009) |
| Sırada Sen Varsın (والقادم هو أنت)     | (2010) |
| Dört Dörtlük (مثالي)                   | (2011) |
| Anlatacaklarım Var (هل لديك قصة تروى)  | (2012) |
| Saygımdan (احتراما)                    | (2013) |

## انظر ايضاً
- مصطفى جيجلي
- محسون كيرميزغول

## وصلات خارجية
- بينغو على موقع IMDb (الإنجليزية)
- بينغو على موقع ميوزك برينز (الإنجليزية)
- بينغو على موقع ديسكوغز (الإنجليزية)

- الموقع الإلكتروني